# Jean-Marie Constant
Pour les articles homonymes, voir Constant.
Jean-Marie Constant, né en 1939, est un historien français.

## Biographie
Professeur émérite à l’université du Maine, ancien directeur de recherche en histoire anthropologique, doyen de la faculté des lettres, Jean-Marie Constant est président de la Société d'étude du XVIIe siècle de 2009 à 2015.

## Publications
- 1984 : Les Guise, Hachette,

- Prix Monseigneur-Marcel 1985 de l’Académie française,
- 1985 : La vie quotidienne de la noblesse française au XVIe et XVIIe, Hachette,
- 1987 : Les conjurateurs: le premier libéralisme sous Richelieu, Hachette,
- 1994 : La société française au XVIe, XVIIe et XVIIIe, Orphys,
- 1996 : La Ligue, Fayard,

- Prix Eugène Colas 1997 de l’Académie française,
- 2000 : Naissance de l’État moderne C'était Versailles, Belin,
- 2001 : Les monarchies française et espagnole: milieu du XVIe - début du XVIIIe, Presse de l’université de Paris-Sorbonne,
- 2002 : Les Français pendant les guerres de religion, Hachette (traduit en russe),
- 2004 : La noblesse en liberté, Presses universitaires de Rennes,
- 2007 : Histoire de l’université du Maine, Presses universitaires de Rennes,
- 2007 : La folle liberté des baroques, Perrin,
- 2008 : Naissance des États modernes, Belin Sup,
- 2010 : Henri IV, roi d’aventure, Perrin
- 2013 : Gaston d'Orléans, Prince de la liberté, Perrin, 443 p.  (ISBN 978-2262027452)
- 2016 : C'était la Fronde, Flammarion, 400 p.
- Sa thèse : Nobles et paysans en Beauce aux XVI et XVIIè siècles.